# Женская сборная Швеции по гандболу
Женская сборная Швеции по гандболу — национальная сборная Швеции, выступающая на чемпионатах Европы и мира по гандболу среди женщин, а также на Олимпийских играх. Управляется Федерацией гандбола Швеции. Серебряный призёр чемпионата Европы 2010 года и бронзовый призёр чемпионата Европы 2014 года. Участницы летних Олимпийских игр 2008, 2012, 2016 и 2020 годов.

## Результаты

### Олимпийские игры
- 2008 — 8-е место (Четвертьфинал)
- 2012 — 11-е место (Групповой раунд)
- 2016 — 7-е место (Четвертьфинал)
- 2020 — 4-е место (Матч за 3-е место)

### Чемпионаты мира
- 1957 — 8-е место
- 1990 — 13-е место
- 1993 — 6-е место
- 1995 — 11-е место
- 2001 — 8-е место
- 2009 — 13-е место
- 2011 — 9-е место
- 2015 — 9-е место
- 2017 — 4-е место
- 2019 — 7-е место
- 2021 — 5-е место
- 2023 — 4-е место

### Чемпионаты Европы
- 1994 — 7-е место
- 1996 — 8-е место
- 2002 — 15-е место
- 2004 — 14-е место
- 2006 — 6-е место
- 2008 — 9-е место
- 2010 —  место
- 2012 — 8-е место
- 2014 —  место
- 2016 — 8-е место
- 2018 — 6-е место
- 2020 — 11-е место
- 2022 — 5-е место
- 2024 — 5-е место